# Samaniden

Maximale Ausdehnung des Samanidenreiches

Die Samaniden (persisch سامانیان, DMG Sāmāniyān) waren eine persischstämmige, aus einer zoroastrischen Familie hervorgegangene muslimische Dynastie mit erheblichem politischen sowie kulturellen Einfluss. Von ihrer Hauptstadt Buchara (im heutigen Usbekistan) aus herrschten bzw. regierten ihre Emire von 819 bzw. 874 bis 1005 über weite Gebiete in Transoxanien und Chorasan, unterstanden jedoch dem Kalifat der Abbasiden in Bagdad.

## Aufstieg und Machthöhepunkt
Der Stammvater der Dynastie, Saman Chuda, entstammte einer alten iranischen Familie aus Balch (im heutigen Afghanistan) und war, nach Behauptungen der Dynastie selbst, ein Nachkomme Bahram Tschobins, eines Generals der Sassaniden. Die ersten Samaniden wurden 819 Statthalter der Tahiriden in Samarkand, Ferghana, Schasch und Herat.
Nasr I. ibn Ahmad (regierte 874–892) wurde 874 nach dem Sturz der Tahiriden durch die Saffariden von den Abbasiden als Statthalter in Transoxanien eingesetzt und konnte faktisch unabhängig regieren. Hauptstadt der Dynastie wurde Buchara. Unter Ismail I. (Ismaʿil b. Ahmad, vollständig al-Amir al-Mahdi Abu Ibrahim Ismaʿil b. Ahmad; regierte 892–907, begraben im Samaniden-Mausoleum) konnten die Saffariden aus Chorasan vertrieben und die Kontrolle über weite Teile des östlichen Irans errungen werden. Ismail drängte auch die Oghusen zurück und löste dadurch jene Kettenreaktion in der Steppe aus, die zum Erscheinen der Magyaren (d. h. der Ungarn) in Pannonien führte (um 895). Mit Nasr II. (914–943) erreichte das Reich seine größte Ausdehnung in Zentralasien und Iran, wobei auch die Grenzgebiete nach Indien erreicht wurden. Im 10. Jahrhundert standen die Banidschuriden von Chuttal mit der Hauptstadt Hulbuk und andere zentralasiatische Kleinreiche unter der Oberherrschaft der Samaniden. Bei Nasrs Regierungsende kam es zu Unruhen, unter anderem deswegen, weil die Armee keinen Sold erhielt. Nach 945 wurden die sunnitischen Samaniden zudem von den schiitischen Buyiden aus dem westlichen Persien abgedrängt.

## Architektur

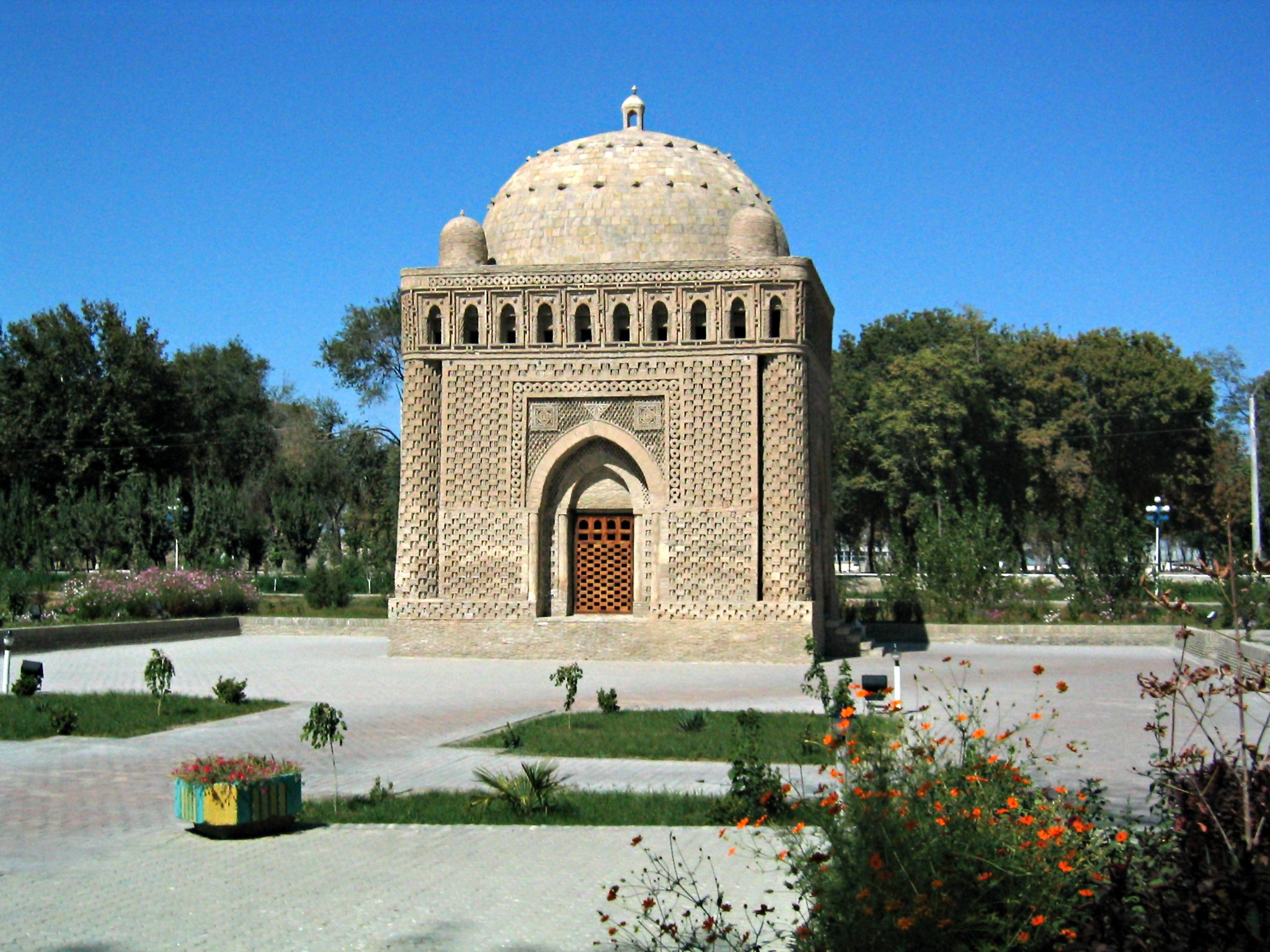
Das Samaniden-Mausoleum von Buchara (2006)

## Handel und Wirtschaft

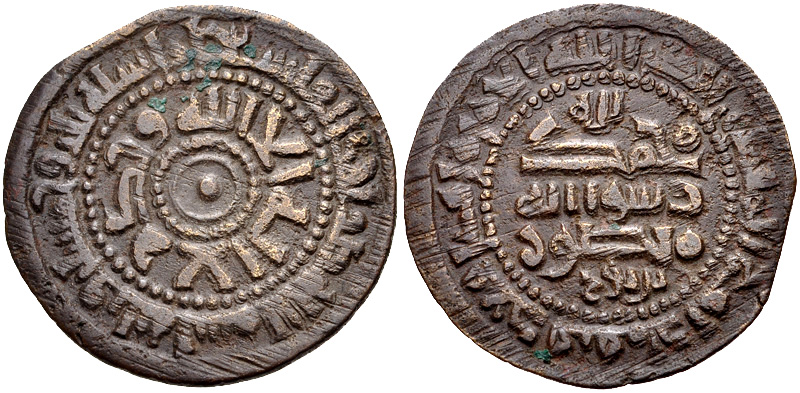
Kupfermünze Mansurs I. b. Nuh, geprägt anno 353 H. = 964 n. Chr. in Buchara

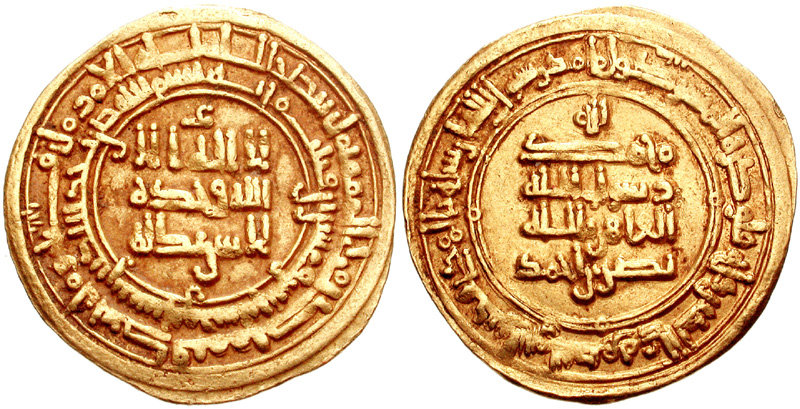
322 H. (933/34) zu Nischapur geprägter Dinar Nasrs II.

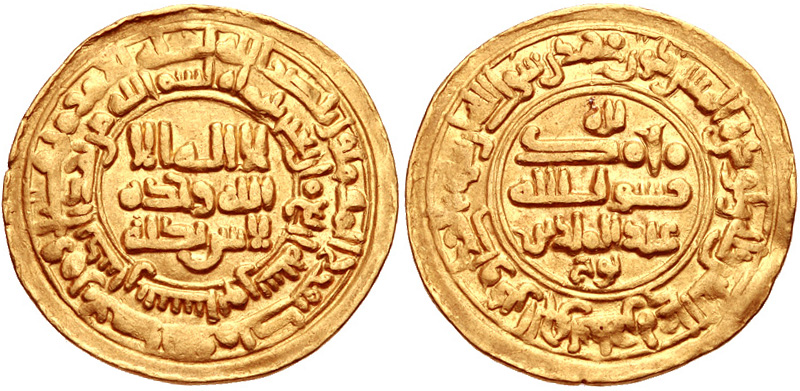
Dinar Abd al-Maliks I. von 344 H. (955/56) aus Nischapur

Im 10. Jahrhundert war Transoxanien die Drehscheibe des internationalen Handels zwischen Ost und West. Neben Handelsbeziehungen in den Nahen Osten und das Kaiserreich China bestanden auch Verbindungen nach Indien und in das Wolgagebiet. Gehandelt wurden unzählige Waren (u. a. Seife, Stoffe, Wolle, Teppiche, Pelze, Schminke, Öl, Metallgefäße, Honig, Nüsse, Melonen, Waffen, Sklaven, Pferde). Bestimmte zentralasiatische Melonen waren so beliebt, dass man sie in mit Schnee gefüllten Bleikisten bis nach Bagdad transportierte, wo sie horrende Preise (pro Frucht sieben bis zehn Mal so viel wie für einen Sklaven) erzielten. Hunderttausende samanidische Silbermünzen sind in Europa gefunden worden, viele davon in Schweden, und auch in Mainz wurden sie nach Aussage eines Sklavenhändlers namens Ibrahim Jakub (Ibrahim ibn Yaqub) im 10. Jahrhundert verwendet. Neben den Handelsbeziehungen blühten auch die Bewässerungsfeldwirtschaft und eine hoch entwickelte Bergbauindustrie. Durch den wirtschaftlichen Reichtum konnten die Samaniden vor allem in den Städten eine reiche Bautätigkeit entfalten. Erhalten ist davon z. B. das Samaniden-Mausoleum in Buchara.